# Kruszów
Kruszów – wieś w Polsce położona w województwie łódzkim, w powiecie łódzkim wschodnim, w gminie Tuszyn.
Do 1954 roku istniała gmina Kruszów. W latach 1954–1968 wieś należała i była siedzibą władz gromady Kruszów, po jej zniesieniu w wyniku zmiany siedziby w gromadzie Tuszyn. W latach 1975–1998 miejscowość administracyjnie należała do województwa piotrkowskiego.

## Zabytki
Według rejestru zabytków Narodowego Instytutu Dziedzictwa na listę zabytków wpisane są obiekty:
- zespół dworski, XVIII–XX w., nr rej.: 579-VII-21 z 10.02.1953:
  - dwór, nr rej.: 149 z 28.08.1967
  - park, nr rej.: 632 z 28.08.1967 oraz 269 z 23.10.1970

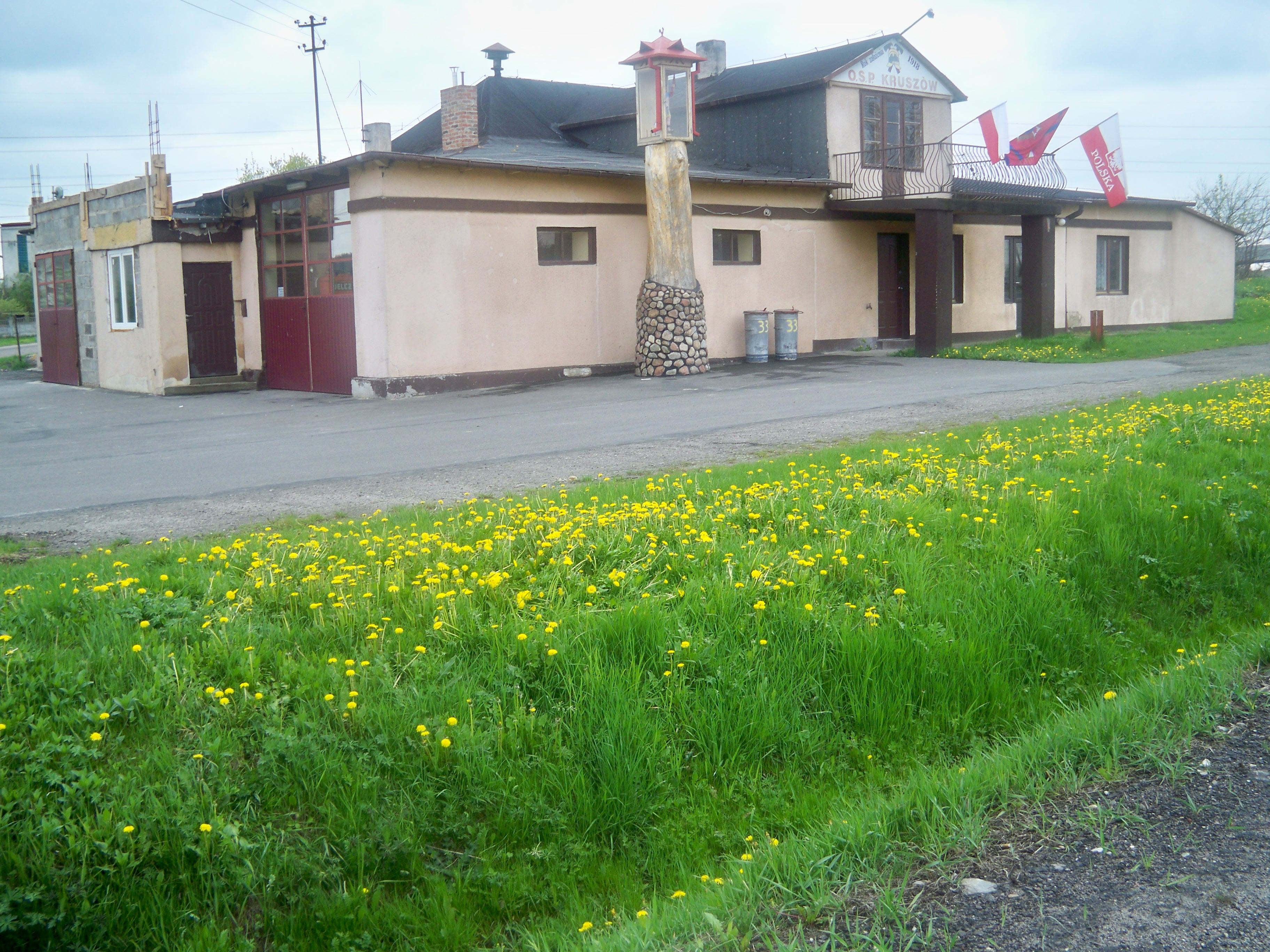
OSP Kruszów